# 찬미받으소서
찬미받으소서(이탈리아어: Laudato si')는 교황 프란치스코가 발표한 두번째 회칙이다. 2015년 5월 24일 공개되었지만, 공식적으로는 6월 18일 발표되었으며, 8개의 언어로 바티칸에서 공개하였다.

## 같이 보기
- 기후변화와 빈곤